# 星のみずうみ
「星のみずうみ」（ほしのみずうみ）は、布施明が1969年に発表したシングル盤レコードである。

## 解説
作曲家の平尾昌晃は、1968年末頃から約1年間、結核のため健康保険岡谷塩嶺病院（長野県岡谷市）に入院していた。本曲は、入院中に平尾が知り合った地元の詩人・小口幸重に作詞を依頼し、曲をつけたものである。
平尾はこの岡谷での療養時代を「自分の作曲家人生の重要な分岐点」としており、本曲はその中で制作されたことを語っている。
B面の「アカシアの女（ひと）」は、北国を舞台に男が女を探し求めるさまを、山上路夫の作詞で描いた作品である。

## 収録曲
1. 星のみずうみ（BS-980）
作詩：小口幸重、作曲：平尾昌晃、編曲：小谷充
2. アカシアの女
作詩：山上路夫、作曲：平尾昌晃、編曲：森岡賢一郎